# Dálnice v Rumunsku

Dopravní značka dálnice

Dálniční síť

Celková délka dálnic v Rumunsku je v současné době (2017) 748 km. Nejvyšší povolená rychlost na dálnicích je pro osobní automobily 130 km/h, s praxí kratší než 1 rok nebo pro autobusy pak 110 km/h. Pro vjezd na rumunskou dálnici je potřeba mít platnou dálniční známku. Ta je nutná nejen na dálnicích, ale téměř na všech silnicích I. třídy.

## Historie výstavby dálnic
Výstavba první dálnice spojující rumunskou metropoli Bukurešť a Piteşti (dnes dálnice A1) započala v roce 1967. V roce 1972 bylo v zemi celkem 96 km. Do revoluce v roce 1989 se dálniční síť rozšířila na 113 km, přičemž všechny práce nadále probíhaly pouze na dálnici A1. V roce 2001 začala výstavba dálnice A2. Po vstupu Rumunska do Evropské unie (2007) získala vláda potřebné finanční prostředky na rozvoj infrastruktury. Postupně následovala stavba dalších dálnic: Dálnice A3 (2009) Dálnice A4 a Dálnice A11 (2011) nebo A6 (2013). V roce 2009 bylo dokončení rumunské dálniční sítě naplánováno na rok 2015, nicméně výstavba nabrala zpoždění. V roce 2017 má země téměř 750 km dálnic.

## Seznam dálnic

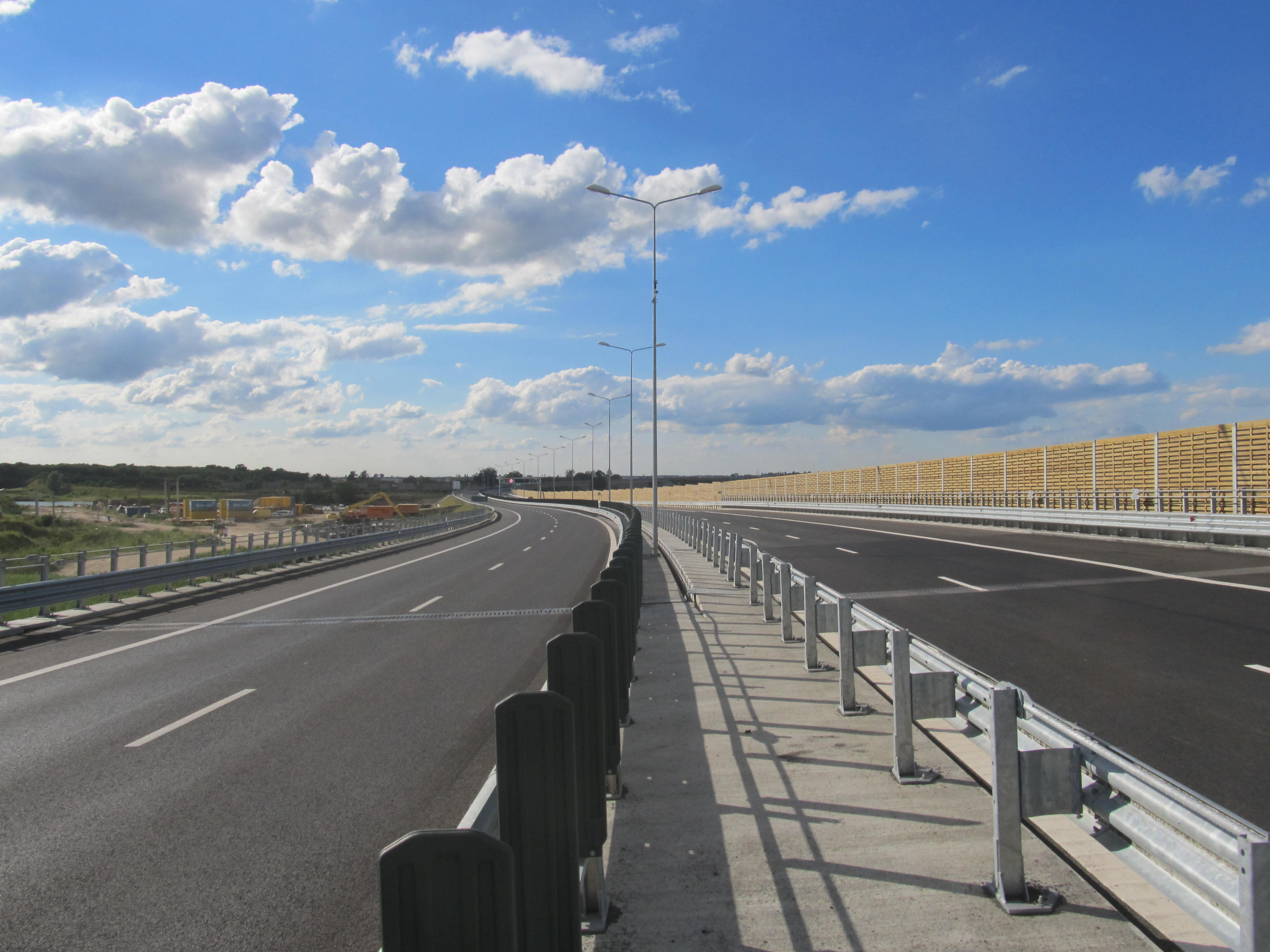
Dálnice A1 v Aradu

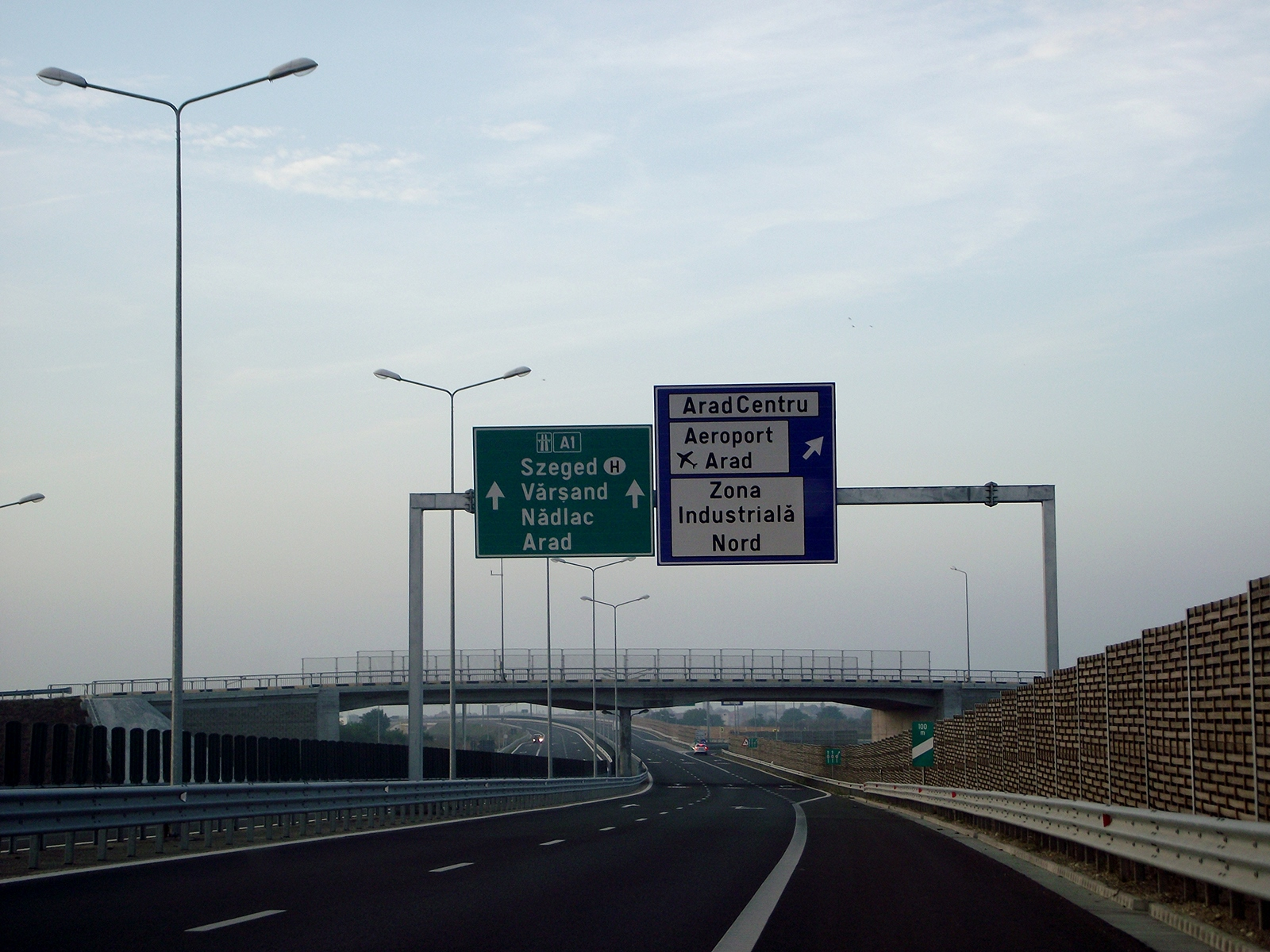
Dálnice A1

Dálnice jsou v Rumunsku označovány písmenem A (autostradă - rumunsky dálnice)
| Číslo  | Mapa                                | Trasa                                                                                     | V provozu (km) | Ve výstavbě (km) | Celková délka (km) |
| ------ | ----------------------------------- | ----------------------------------------------------------------------------------------- | -------------- | ---------------- | ------------------ |
| A0-RO  |                                     | Bukurešť - Okruh kolem Bukurešti                                                          | 30             | 70               | 101                |
| A1-RO  |                                     | Bukurešť - Piteşti - Sibiu - Deva - Temešvár - Arad - Maďarsko (Dálnice M43)              | 400            | 56               | 578                |
| A2-RO  |                                     | Bukurešť - Constanța                                                                      | 206            | -                | 206                |
| A3-RO  |                                     | Bukurešť - Ploješť - Brašov - Târgu Mureș - Kluž - Zalău - Oradea - Maďarsko (Dálnice M4) | 107            | 136              | 603                |
| A4-RO  |                                     | Constanța - Vama Veche - Bulharsko                                                        | 22             | 0                | 60                 |
| A6-RO  |                                     | Lugoj – Drobeta-Turnu Severin – Calafat                                                   | 11,5           | 0                | 260                |
| A7-RO  | Romania Ploiesti-Albita Motorway DE | (A3) - Ploješť - Buzău - Focșani - Moldavsko                                              | 0              | 16               | 330                |
| A8-RO  |                                     | (A3) - Târgu Mureș - Jasy - Moldavsko                                                     | 0              | 0                | 318                |
| A10-RO |                                     | Sebeș - Turda                                                                             | 0              | 70               | 70                 |
| A11-RO |                                     | obchvat Aradu                                                                             | 3,5            | -                | 3,5                |
| A12-RO |                                     | (A1) - Pitești - Slatina - Craiova                                                        | 0              | 0                | 121                |